# Карасовский, Маурыцы
Мауры́цы Карасо́вский (Маври́кий Карасовский, (пол. Maurycy Karasowski; 22 сентября 1823, Варшава — 20 апреля 1892, Дрезден) — польский композитор, виолончелист и музыкальный писатель.
Участвовал в Варшаве в театральном оркестре, затем в 1864 перешёл в Дрезден. Относится к наиболее выдающимся польским музыкальным критикам XIX века.

## Литературные сочинения
- «Исторический очерк польской оперы» (Rys historyczny opery polskiej; Варшава: M. Glücksberg, 1859) — первый очерк истории польской оперы
- «Жизнь Моцарта» (Życie Mozarta; Варшава, [Drukarnia Gazety Polskiej], 1868)
- «Молодые годы Фредерика Шопена» (Młodość Fryderyka Szopena; Варшава, [Drukarnia Gazety Polskiej], 1869)[1]
- «Фредерик Шопен: жизнь, письма, сочинения», в 2 томах (Friedrich Chopin. Sein leben und seine briefe; Дрезден и Берлин: Ries & Erler, 1877; польское издание: Chopin Fryderyk – życie – listy – dzieła; Варшава: Gebethner & Wolff, 1882)